# Дзаника
Дза̀ника (на италиански: Zanica; на ломбардски: Sanga, Санга) е градче и община в Северна Италия, провинция Бергамо, регион Ломбардия. Разположено е на 208 m надморска височина. Населението на общината е 8736 души (към 2017 г.).